# Crocidura arispa
Crocidura arispa, musaraña de Jackass o arispa, es una especie de mamífero soricomorfo de la familia Soricidae, endémica de Turquía.
En un principio fue considerada una subespecie de C. pergrisea y posteriormente considerada dentro de C. serezkyensis, hasta que en 2001 Krystufek y Vohralík la clasificaron como especie buena e independiente.
Su pelaje dorsal es gris con tonos marrones y ventralmente es gris pálido, sin que haya una línea claramente marcada entre ambas coloraciones. La cola es larga y de color gris pálida, más oscura por el dorso, con un pincel terminal blanco. Las orejas y los pies son también pálidos.
Se conoce su existencia en dos localidades al sur de Turquía, una de ellas protegida, en las montañas Taurus, y separadas entre sí 400 km. Debido a esta protección, y porque no hay evidencias de que sus poblaciones disminuyan, su estatus en la Lista Roja de la UICN es de «preocupación menor». Sin embargo en el texto de esta publicación se puede leer que queda establecida en la categoría de «datos insuficientes» por la carencia de estudios que arrojen luz sobre su biología y ecología. De hecho, únicamente se han capturado dos individuos, uno en cada localidad, a pesar de los numerosos intentos realizados.
Es terrestre y su hábitat natural son las zonas rocosas kársticas de clima árido, donde vive entre las grietas de las rocas.